# Smart智富月刊
《Smart智富》月刊是一本理財入門的工具書，每月1號出刊。內容以圖表形式、Step by Step步驟，提供學習理財的方法，報導名人成功理財的故事，包括吳鳳、邵庭、盛竹如、李千那等等。
《Smart智富》月刊從2002年開始舉辦「Smart智富台灣基金獎（晨星技術指導）」，是國內首個舉辦基金評選的頒獎活動的媒體。
出版品如：《人人都能學會退休月領5萬全圖解》、《怪老子的簡單理財課》、《30歲警官靠美股提早退休》等書。

## 外部連結
- Smart自學網（页面存档备份，存于）

## 其他同類媒體
商業周刊
今周刊
MONEY錢雜誌
天下雜誌